# Саро (Аспіндза)
Саро (груз. სარო) — село в Грузії.
За даними перепису населення 2014 року в селі проживає 162 особи.